# Пещани (община Охрид)
 Тази статия е за охридското село.  За прилепското вижте Пещани (община Прилеп).  
Пещани (в местния говор Пешчани, на македонска литературна норма: Пештани) е село в Северна Македония, част от община Охрид.

## География
Селото е разположено в планината Галичица на източния бряг на Охридското езеро, на 12 km южно от град Охрид по пътя за манастира „Свети Наум“. Срещу брега на село Пещани е измерена най-голямата дълбочина на Охридското езеро - 287,4 m.

## История

### Етимология
Според академик Иван Дуриданов името е първоначално жителско име със суфикс -jane от старобългарското пешть, „пещера“, „пещ“. Според него е малко вероятно етимологията да е от пясък, стбългарски пэсъкъ с -шт- от -skj-, тъй като форма *Пэштани не е засвидетелствана.

### В Османската империя
Селото е споменато в Слепченския поменик от XVI век като Пещани.
Викторен Галабер, който посещава селото през 1866 година отбелязва, че Пещане (Peschtané) e „село, състоящо се от тридесетина рибарски семейства, които говорят само български“.
През 1876 година тук отваря врати българско езархийско училище. В „Етнография на вилаетите Адрианопол, Монастир и Салоника“, издадена в Константинопол в 1878 година и отразяваща статистиката на населението от 1873, Пещани (Peschtani) е посочено като село с 90 домакинства с 260 жители българи и 8 мюсюлмани.
В началото на ХХ век селото е чифлик. Къщите на местните жители са построени върху земята на собственика, поради което те плащат годишно по 13 гроша и един сажен дърва на къща.
„...стигнахме въ Пѣсчани. Жителитѣ на това село се занимаватъ съ риболовство или съ правяне на разни сладки пражатури и тѣ като такива майстори се срѣщатъ не само въ Ориентъ, но даже прѣпѫтуватъ и Германия.“
Според статистиката на Васил Кънчов („Македония. Етнография и статистика“) към 1900 година в селото живеят 560 българи-християни и 50 българи-мюсюлмани.
На Етнографската карта на Битолския вилает на Картографския институт в София от 1901 година Пешчани е смесено село българи, албанци и помаци в Охридската каза на Битолския санджак със 105 къщи.
В рапорт на главния учител Деребанов от 1905 година е отбелязано, че селото има 110 къщи с 640 жители българи-християни и 16 къщи със 70 жители турци-мохамедани. Турците постепенно напускат селото и продават имуществата си на българите. Според Деребанов малкото количество на обработваемата земя и ниските надници на риболовците принуждават селяните да изкарват прехраната си в чужбина.
В началото на XX век цялото християнско население на Пещани е под върховенството на Българската екзархия. По данни на секретаря на екзархията Димитър Мишев („La Macédoine et sa Population Chrétienne“) в 1905 година в селото има 720 българи екзархисти и функционира българско училище.
При избухването на Балканската война в 1912 година 9 души от Пещани са доброволци в Македоно-одринското опълчение.

### В Сърбия, Югославия и Северна Македония
След Междусъюзническата война в 1913 година селото попада в Сърбия.
От юни 1943 до октомври 1944 година село Пещани се нарича Генерал Бойдево – в чест на българския генерал-лейтенант Васил Бойдев, началник на Пета българска армия, лично спомогнал за възвръщането на селото от италианска Албания към Царство България.
Векове наред жителите на Пещани се препитават с риболов и скотовъдство, но в последните десетилетия тези стопански занятия са пред замиране.
Според преброяването от 2002 година селото има 1326 жители.
| Националност     | Всичко |
| северномакедонци | 1319   |
| албанци          | 0      |
| турци            | 0      |
| роми             | 0      |
| власи            | 0      |
| сърби            | 1      |
| бошняци          | 0      |
| други            | 6      |

През 2016 година в селото е открита детска градина, финансирана от България по линия на международното сътрудничество за развитие.

## Църкви
В самото село и около него има много църкви, от които най-известна е скалната църква „Света Богородица Пещанска“ от средата на XIV век. Църквата „Свети Никола“ в центъра на селото е също средновековна. Разкрита е в 1995 година и северно от нея са открити стари гробове. На 19 май 2007 година митрополит Тимотей Дебърско-Кичевски поставя темелния камък за изждане на нова църква върху старите темели. Църквата „Свети Безсребреници Козма и Дамян“ („Свети Врачи“) е от 1844 година.
Параклисът „Света Петка“ е изграден в 1947 година от семейството Макачоски, обновен в 1971 година. Разположен е на 1,5 km североизточно от „Свети Врачи“ в местността Лекойта вода. Край нея има стари гробове. На 1 август 1996 година на изхода от Пещани, вляво от пътя за Свети Наум, е поставен темелният камък на църквата „Света Троица“, като готовата сграда е осветена на 4 август 1997 година от владиката Тимотей. Изписана е в 1998 година от Драган Ристески. В 200 година над къмпинга Елешец от лявата страна на пътя за Елшани е построена църквата „Свети Мина“. Тя е от бигор с осемстранен купол от червени тухли. На няколкостотин метра източно от селото в местността в Галичица, наречена Горно село, в 2004 – 2005 година е изградена църквата „Свети Никола Летен“ – еднокорабен храм, изписан в 2005 – 2006 година от Александър Патчев и сина му Никола от Охрид. Осветена е на 14 април 2006 година. На 16 май 1999 година край извора в Горно село е осветен темелният камък, а на 7 октомври 2001 година е осветен самият параклис „Свети Георги“ от владиката Тимотей. Изписан е в 2001 г. На пътя над къмпинг Градище е изграден параклисът „Света Богородица“.

## Личности
Родени в Пещани
- Климе (Климент) Радков, македоно-одрински опълченец, 21-годишен, чиновник, 2 рота на 10 прилепска дружина, носител на орден „За храброст“ IV степен[16]